# Mixines
Les mixines són un grup de peixos sense mandíbules de l'ordre Myxiniformes. Aquest ordre compta amb una sola família, els mixínids (Myxinidae), tots ells de la classe Myxini. Són animals marins, llargs i amb forma d'anguila.
Es compten entre els vertebrats més primitius; pertanyen a un llinatge molt més antic que qualsevol altre grup actual de vertebrats. Són els únics animals vius coneguts que tenen un crani, però no una columna vertebral, tot i que les mixines tenen vèrtebres rudimentàries. Juntament amb les llamprees, no tenen mandíbula; els dos formen el grup germà dels vertebrats sense mandíbules, i això els fa similars als peixos bruixa de fa uns 300 milions d'anys.
La classificació de les mixines va ser una vegada objecte de debat, perquè no se sabia si les mixines eren un tipus de vertebrat que havia perdut les vèrtebres amb l'evolució i estava estretament lligat amb les lamprees, una teoria que finalment es va descartar. Les mixines representen una etapa anterior a l'evolució de la columna vertebral, com és el cas dels amfioxiformes. Les proves recents d'ADN han donat suport a aquesta darrera visió.
L'esquema original agrupa els peixos i les llamprees junts com a ciclòstomes (o històricament, àgnats), com la classe de vertebrats més antiga supervivent juntament amb els gnatostomats (els vertebrats amb mandíbula). L'esquema alternatiu proposava que els vertebrats amb mandíbules estan més relacionats amb les llamprees que amb els peixos de sorna (és a dir, que els vertebrats inclouen les llamprees però exclouen els peixos de sorna) i va introduir la categoria dels craniats per agrupar els vertebrats similars a les mixines.

## Característiques

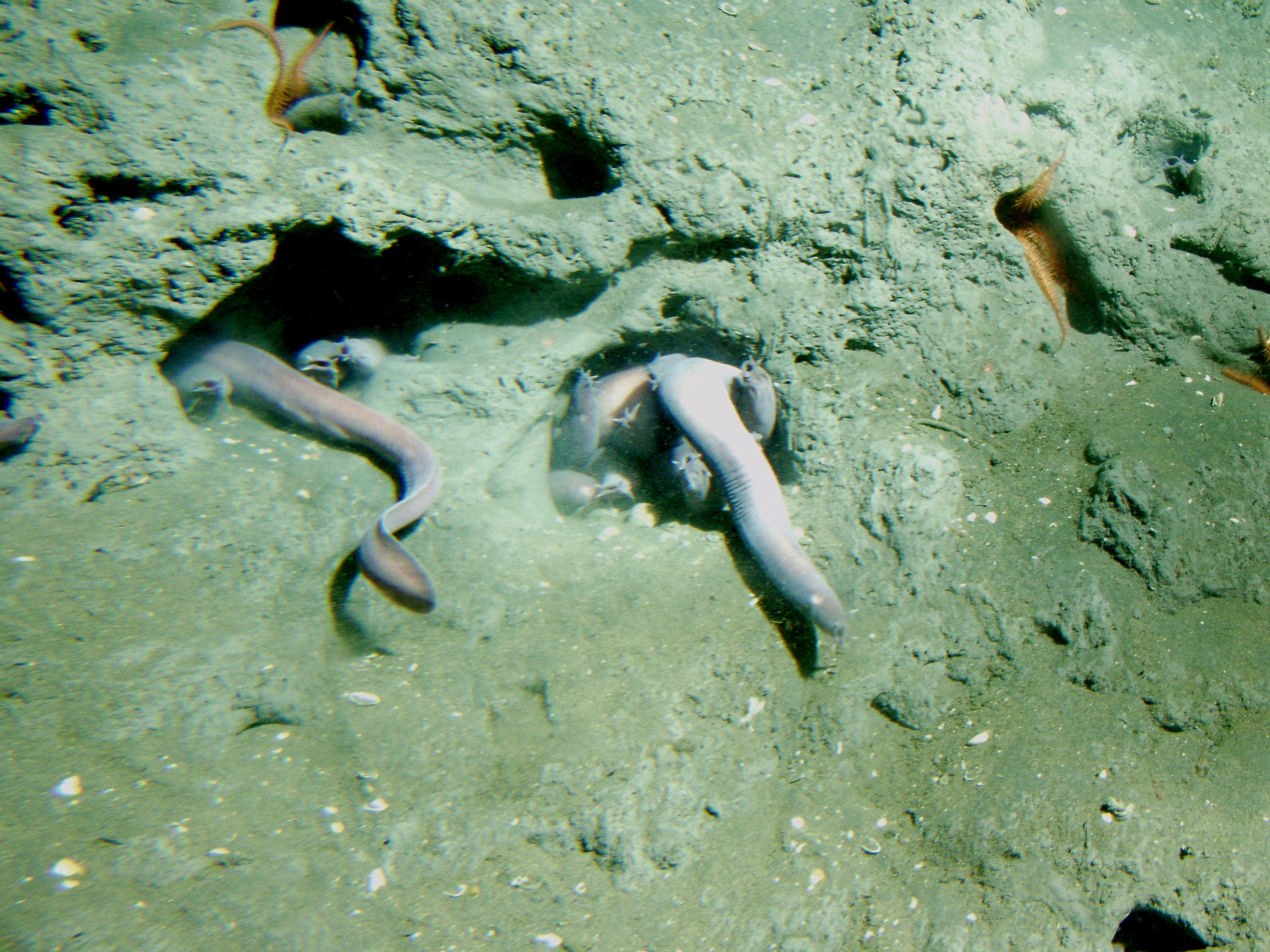
Eptatretus stoutii del Pacífic a 150 m de fondària a (Califòrnia).

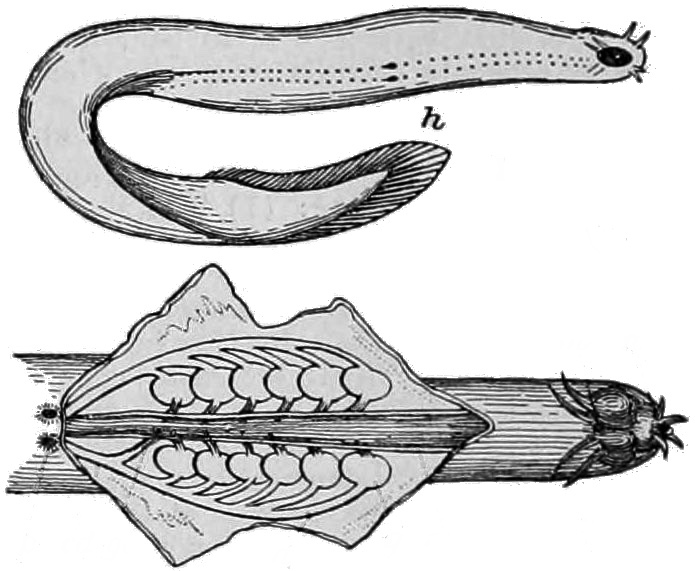
Dues vistes de la mixina (Myxini glutinosa) amb superposicions analítiques i dissecció, publicades el 1905

En lloc de mandíbules, les mixines tenen dues estructures que es desplacen horitzontalment i amb les quals s'adhereixen a la seva presa. Poden aferrar-se a preses vives més grans i alimentar-se de la sang i les vísceres, introduint-se de vegades en exemplars vius malalts per rosegar-los. També poden ser necròfags.
La seva llengua és dentada i protrusible, i manca de receptors sensorials; perceben el gust mitjançant papil·les ubicades a la seva pell. Tenen una sola obertura nasal, i els seus ulls són molt rudimentaris; llur hàbitat, en les profunditats marines, dificultaria en tot cas la visió. El seu cor té tres cambres. La reproducció dels mixiniformes és encara un misteri.
Tenen la capacitat de produir grans quantitats d'una substància viscosa que pot transformar uns 25 litres d'aigua marina en llot en poc temps. Unit a llurs costums d'alimentació, que es podrien considerar repugnants, aquesta característica els situa entre els animals marins considerats més fastigosos.

## Reproducció

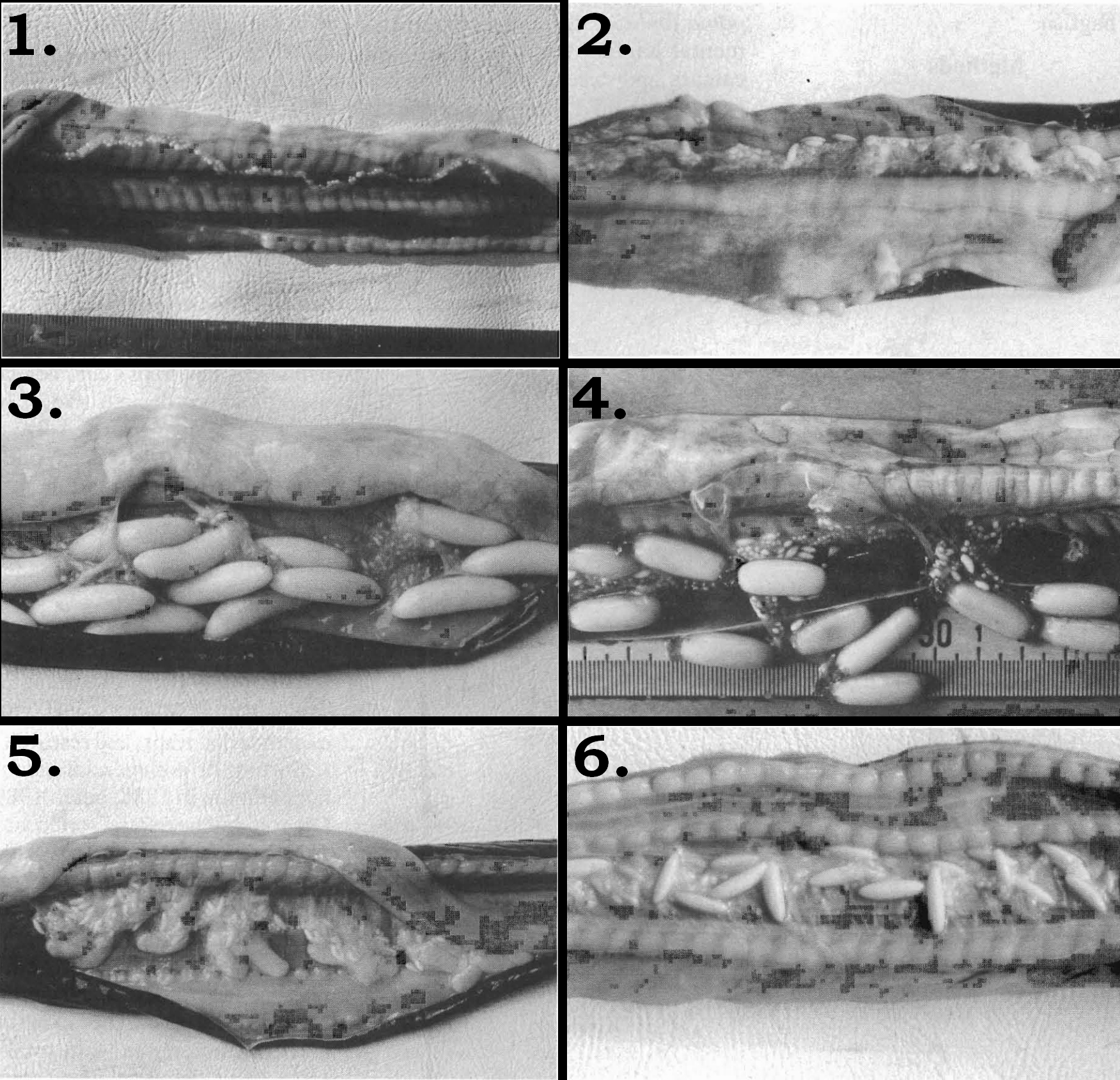
Desenvolupament d'ous en una femella de peix negre, Eptatretus deani

Se sap molt poc sobre la reproducció de les mixines. L'obtenció d'embrions i l'observació del comportament reproductiu són difícils a causa de l'hàbitat de les profunditats marines de moltes espècies d'aquests peixos. A la natura, les femelles superen els mascles, amb una proporció exacta de sexes que difereix segons l'espècie. E. burgeri, per exemple, té una proporció gairebé 1:1, mentre que les femelles de M. glutinosa són significativament més freqüents que els mascles. Algunes espècies són sexualment indiferenciades abans de la maduració i posseeixen teixit gonadal tant per als ovaris com per als testicles. S'ha suggerit que les femelles es desenvolupen abans que els mascles, i que aquesta pot ser la raó de proporcions desiguals de sexes. Els testicles són relativament petits.
Depenent de l'espècie, les femelles ponen d'un a 30 ous durs i rovells. Aquests tendeixen a agregar-se a causa de tenir flocs semblants a una veta adherent a cada extrem. No és clar com fan la posta d'ous, tot i que els investigadors han proposat tres hipòtesis basades en observacions del baix percentatge de mascles i testicles petits. Les hipòtesis són que la femella pon els ous en petites escletxes de les formacions rocoses, els ous es posen en un cau sota la sorra i el llim produït pel peix s'utilitza per contenir els ous en una àrea petita. Val la pena assenyalar que no s'ha trobat cap evidència directa que doni suport a cap d'aquestes hipòtesis. Aquests peixos no tenen un estadi larvari, a diferència de les lamprees.
Els peixos mixines tenen un ronyó mesonèfric i sovint són neotènics del seu ronyó pronèfric. Els ronyons es drenen a través del conducte arquinèfric. A diferència de molts altres vertebrats, aquest conducte està separat de l'aparell reproductor, i el túbul proximal del nefró també està connectat amb el celoma, proporcionant lubricació. L'únic testicle o ovari no té conducte de transport. En canvi, els gàmetes s'alliberen al celoma fins que troben el seu camí cap a l'extrem posterior de la regió caudal, per la qual cosa troben una obertura al sistema digestiu.
L'embrió del peix que sorgeix pot desenvolupar-se fins a 11 mesos abans de l'eclosió, temps més curt en comparació amb altres vertebrats sense mandíbula. No se'n sabia gaire sobre l'embriologia d'aquest peix fins fa poc, quan els avenços en la cria van permetre una visió considerable del desenvolupament evolutiu del grup. Les noves idees sobre l'evolució de les cèl·lules de la cresta neural donen suport al consens que tots els vertebrats comparteixen aquestes cèl·lules, que podrien estar regulades per un subconjunt comú de gens. Els peixos mixines posseeixen gonadotropines que segreguen des de la hipòfisi a les gònades per estimular el desenvolupament. Això suggereix que els peixos de grana tenen una versió primerenca de l'⁣eix hipotàlem-hipòfisi-gonadal, un sistema que abans es va pensar que era exclusiu dels Gnathostomats.
Algunes espècies de mixines es reprodueixen estacionalment, estimulades per les hormones de la seva glàndula pituïtària. Se sap que E. burgeri es reprodueix i migra anualment.

## Filogènia
Durant anys es va pensar que les mixines no tenien vèrtebres, de manera que quedaven fora dels autèntics vertebrats. Es va encunyar el mot "Craniata" per tal de reservar el terme "Vertebrata" per incloure només els cordats amb con autèntiques vèrtebres (llamprees i vertebrats amb mandíbules), segons el següent cladograma:
|  | Hyperoartia (llamprees)                                                              |
|  |                                                                                      |
|  | \| \| Cephalaspidomorphi † \| \| \| \| \| \| Gnathostomata (mandibulats) \| \| \| \| |
|  |                                                                                      |
|  | Cephalaspidomorphi †                                                                 |
|  |                                                                                      |
|  | Gnathostomata (mandibulats)                                                          |
|  |                                                                                      |

|  | Cephalaspidomorphi †        |
|  |                             |
|  | Gnathostomata (mandibulats) |
|  |                             |

|  | Hyperoartia (llamprees)                                                              |
|  |                                                                                      |
|  | \| \| Cephalaspidomorphi † \| \| \| \| \| \| Gnathostomata (mandibulats) \| \| \| \| |
|  |                                                                                      |
|  | Cephalaspidomorphi †                                                                 |
|  |                                                                                      |
|  | Gnathostomata (mandibulats)                                                          |
|  |                                                                                      |

|  | Cephalaspidomorphi †        |
|  |                             |
|  | Gnathostomata (mandibulats) |
|  |                             |

Però, amb posterioritat, diversos estudis filogenètics moleculars i morfològics van proporcionar fortes evidències que les llamprees (Hyperoartia) i les mixines (Myxini) formen un clade monofilètic i, a més, van mostrar que les mixines posseeixen rudiments de vèrtebres durant el seu desenvolupament embrionari. Evidències fòssils recents també donen suport a la inclusió de les mixines dins els vertebrats; això suggereix que les mixines són vertebrats que durant el transcurs de la seva història evolutiva van perdre les vèrtebres.

A la llum de les noves evidències, el terme "Craniata" resulta ser sinònim de "Vertebrata" i reuneix els ciclòstoms (peixos actuals sense mandíbules) i els gnatostomats (vertebrats amb mandíbules), a més de nombroses formes fòssils, segons el següent cladograma:
|              | †Conodonta                                             |
|              |                                                        |
| Cyclostomata | \| \| Myxini \| \| \| \| \| \| Hyperoartia \| \| \| \| |
|              | \| \| Myxini \| \| \| \| \| \| Hyperoartia \| \| \| \| |
|              | Myxini                                                 |
|              |                                                        |
|              | Hyperoartia                                            |
|              |                                                        |

|  | Myxini      |
|  |             |
|  | Hyperoartia |
|  |             |

|  | †Galeaspida                                                    |
|  |                                                                |
|  | \| \| †Pituriaspida \| \| \| \| \| \| †Osteostraci \| \| \| \| |
|  |                                                                |
|  | †Pituriaspida                                                  |
|  |                                                                |
|  | †Osteostraci                                                   |
|  |                                                                |

|  | †Pituriaspida |
|  |               |
|  | †Osteostraci  |
|  |               |

|  | †Jamoytiiformes                                             |
|  |                                                             |
|  | †Euphanerida                                                |
|  |                                                             |
|  | \| \| †Anaspida \| \| \| \| \| \| Gnathostomata \| \| \| \| |
|  |                                                             |
|  | †Anaspida                                                   |
|  |                                                             |
|  | Gnathostomata                                               |
|  |                                                             |

|  | †Anaspida     |
|  |               |
|  | Gnathostomata |
|  |               |

|  | †Jamoytiiformes                                             |
|  |                                                             |
|  | †Euphanerida                                                |
|  |                                                             |
|  | \| \| †Anaspida \| \| \| \| \| \| Gnathostomata \| \| \| \| |
|  |                                                             |
|  | †Anaspida                                                   |
|  |                                                             |
|  | Gnathostomata                                               |
|  |                                                             |

|  | †Anaspida     |
|  |               |
|  | Gnathostomata |
|  |               |

|  | †Jamoytiiformes                                             |
|  |                                                             |
|  | †Euphanerida                                                |
|  |                                                             |
|  | \| \| †Anaspida \| \| \| \| \| \| Gnathostomata \| \| \| \| |
|  |                                                             |
|  | †Anaspida                                                   |
|  |                                                             |
|  | Gnathostomata                                               |
|  |                                                             |

|  | †Anaspida     |
|  |               |
|  | Gnathostomata |
|  |               |

|  | †Jamoytiiformes                                             |
|  |                                                             |
|  | †Euphanerida                                                |
|  |                                                             |
|  | \| \| †Anaspida \| \| \| \| \| \| Gnathostomata \| \| \| \| |
|  |                                                             |
|  | †Anaspida                                                   |
|  |                                                             |
|  | Gnathostomata                                               |
|  |                                                             |

|  | †Anaspida     |
|  |               |
|  | Gnathostomata |
|  |               |

|  | †Galeaspida                                                    |
|  |                                                                |
|  | \| \| †Pituriaspida \| \| \| \| \| \| †Osteostraci \| \| \| \| |
|  |                                                                |
|  | †Pituriaspida                                                  |
|  |                                                                |
|  | †Osteostraci                                                   |
|  |                                                                |

|  | †Pituriaspida |
|  |               |
|  | †Osteostraci  |
|  |               |

|  | †Jamoytiiformes                                             |
|  |                                                             |
|  | †Euphanerida                                                |
|  |                                                             |
|  | \| \| †Anaspida \| \| \| \| \| \| Gnathostomata \| \| \| \| |
|  |                                                             |
|  | †Anaspida                                                   |
|  |                                                             |
|  | Gnathostomata                                               |
|  |                                                             |

|  | †Anaspida     |
|  |               |
|  | Gnathostomata |
|  |               |

|  | †Jamoytiiformes                                             |
|  |                                                             |
|  | †Euphanerida                                                |
|  |                                                             |
|  | \| \| †Anaspida \| \| \| \| \| \| Gnathostomata \| \| \| \| |
|  |                                                             |
|  | †Anaspida                                                   |
|  |                                                             |
|  | Gnathostomata                                               |
|  |                                                             |

|  | †Anaspida     |
|  |               |
|  | Gnathostomata |
|  |               |

|  | †Jamoytiiformes                                             |
|  |                                                             |
|  | †Euphanerida                                                |
|  |                                                             |
|  | \| \| †Anaspida \| \| \| \| \| \| Gnathostomata \| \| \| \| |
|  |                                                             |
|  | †Anaspida                                                   |
|  |                                                             |
|  | Gnathostomata                                               |
|  |                                                             |

|  | †Anaspida     |
|  |               |
|  | Gnathostomata |
|  |               |

|  | †Jamoytiiformes                                             |
|  |                                                             |
|  | †Euphanerida                                                |
|  |                                                             |
|  | \| \| †Anaspida \| \| \| \| \| \| Gnathostomata \| \| \| \| |
|  |                                                             |
|  | †Anaspida                                                   |
|  |                                                             |
|  | Gnathostomata                                               |
|  |                                                             |

|  | †Anaspida     |
|  |               |
|  | Gnathostomata |
|  |               |

|  | †Galeaspida                                                    |
|  |                                                                |
|  | \| \| †Pituriaspida \| \| \| \| \| \| †Osteostraci \| \| \| \| |
|  |                                                                |
|  | †Pituriaspida                                                  |
|  |                                                                |
|  | †Osteostraci                                                   |
|  |                                                                |

|  | †Pituriaspida |
|  |               |
|  | †Osteostraci  |
|  |               |

|  | †Jamoytiiformes                                             |
|  |                                                             |
|  | †Euphanerida                                                |
|  |                                                             |
|  | \| \| †Anaspida \| \| \| \| \| \| Gnathostomata \| \| \| \| |
|  |                                                             |
|  | †Anaspida                                                   |
|  |                                                             |
|  | Gnathostomata                                               |
|  |                                                             |

|  | †Anaspida     |
|  |               |
|  | Gnathostomata |
|  |               |

|  | †Jamoytiiformes                                             |
|  |                                                             |
|  | †Euphanerida                                                |
|  |                                                             |
|  | \| \| †Anaspida \| \| \| \| \| \| Gnathostomata \| \| \| \| |
|  |                                                             |
|  | †Anaspida                                                   |
|  |                                                             |
|  | Gnathostomata                                               |
|  |                                                             |

|  | †Anaspida     |
|  |               |
|  | Gnathostomata |
|  |               |

|  | †Jamoytiiformes                                             |
|  |                                                             |
|  | †Euphanerida                                                |
|  |                                                             |
|  | \| \| †Anaspida \| \| \| \| \| \| Gnathostomata \| \| \| \| |
|  |                                                             |
|  | †Anaspida                                                   |
|  |                                                             |
|  | Gnathostomata                                               |
|  |                                                             |

|  | †Anaspida     |
|  |               |
|  | Gnathostomata |
|  |               |

|  | †Jamoytiiformes                                             |
|  |                                                             |
|  | †Euphanerida                                                |
|  |                                                             |
|  | \| \| †Anaspida \| \| \| \| \| \| Gnathostomata \| \| \| \| |
|  |                                                             |
|  | †Anaspida                                                   |
|  |                                                             |
|  | Gnathostomata                                               |
|  |                                                             |

|  | †Anaspida     |
|  |               |
|  | Gnathostomata |
|  |               |

|  | †Galeaspida                                                    |
|  |                                                                |
|  | \| \| †Pituriaspida \| \| \| \| \| \| †Osteostraci \| \| \| \| |
|  |                                                                |
|  | †Pituriaspida                                                  |
|  |                                                                |
|  | †Osteostraci                                                   |
|  |                                                                |

|  | †Pituriaspida |
|  |               |
|  | †Osteostraci  |
|  |               |

|  | †Jamoytiiformes                                             |
|  |                                                             |
|  | †Euphanerida                                                |
|  |                                                             |
|  | \| \| †Anaspida \| \| \| \| \| \| Gnathostomata \| \| \| \| |
|  |                                                             |
|  | †Anaspida                                                   |
|  |                                                             |
|  | Gnathostomata                                               |
|  |                                                             |

|  | †Anaspida     |
|  |               |
|  | Gnathostomata |
|  |               |

|  | †Jamoytiiformes                                             |
|  |                                                             |
|  | †Euphanerida                                                |
|  |                                                             |
|  | \| \| †Anaspida \| \| \| \| \| \| Gnathostomata \| \| \| \| |
|  |                                                             |
|  | †Anaspida                                                   |
|  |                                                             |
|  | Gnathostomata                                               |
|  |                                                             |

|  | †Anaspida     |
|  |               |
|  | Gnathostomata |
|  |               |

|  | †Jamoytiiformes                                             |
|  |                                                             |
|  | †Euphanerida                                                |
|  |                                                             |
|  | \| \| †Anaspida \| \| \| \| \| \| Gnathostomata \| \| \| \| |
|  |                                                             |
|  | †Anaspida                                                   |
|  |                                                             |
|  | Gnathostomata                                               |
|  |                                                             |

|  | †Anaspida     |
|  |               |
|  | Gnathostomata |
|  |               |

|  | †Jamoytiiformes                                             |
|  |                                                             |
|  | †Euphanerida                                                |
|  |                                                             |
|  | \| \| †Anaspida \| \| \| \| \| \| Gnathostomata \| \| \| \| |
|  |                                                             |
|  | †Anaspida                                                   |
|  |                                                             |
|  | Gnathostomata                                               |
|  |                                                             |

|  | †Anaspida     |
|  |               |
|  | Gnathostomata |
|  |               |

|              | †Conodonta                                             |
|              |                                                        |
| Cyclostomata | \| \| Myxini \| \| \| \| \| \| Hyperoartia \| \| \| \| |
|              | \| \| Myxini \| \| \| \| \| \| Hyperoartia \| \| \| \| |
|              | Myxini                                                 |
|              |                                                        |
|              | Hyperoartia                                            |
|              |                                                        |

|  | Myxini      |
|  |             |
|  | Hyperoartia |
|  |             |

|  | †Galeaspida                                                    |
|  |                                                                |
|  | \| \| †Pituriaspida \| \| \| \| \| \| †Osteostraci \| \| \| \| |
|  |                                                                |
|  | †Pituriaspida                                                  |
|  |                                                                |
|  | †Osteostraci                                                   |
|  |                                                                |

|  | †Pituriaspida |
|  |               |
|  | †Osteostraci  |
|  |               |

|  | †Jamoytiiformes                                             |
|  |                                                             |
|  | †Euphanerida                                                |
|  |                                                             |
|  | \| \| †Anaspida \| \| \| \| \| \| Gnathostomata \| \| \| \| |
|  |                                                             |
|  | †Anaspida                                                   |
|  |                                                             |
|  | Gnathostomata                                               |
|  |                                                             |

|  | †Anaspida     |
|  |               |
|  | Gnathostomata |
|  |               |

|  | †Jamoytiiformes                                             |
|  |                                                             |
|  | †Euphanerida                                                |
|  |                                                             |
|  | \| \| †Anaspida \| \| \| \| \| \| Gnathostomata \| \| \| \| |
|  |                                                             |
|  | †Anaspida                                                   |
|  |                                                             |
|  | Gnathostomata                                               |
|  |                                                             |

|  | †Anaspida     |
|  |               |
|  | Gnathostomata |
|  |               |

|  | †Jamoytiiformes                                             |
|  |                                                             |
|  | †Euphanerida                                                |
|  |                                                             |
|  | \| \| †Anaspida \| \| \| \| \| \| Gnathostomata \| \| \| \| |
|  |                                                             |
|  | †Anaspida                                                   |
|  |                                                             |
|  | Gnathostomata                                               |
|  |                                                             |

|  | †Anaspida     |
|  |               |
|  | Gnathostomata |
|  |               |

|  | †Jamoytiiformes                                             |
|  |                                                             |
|  | †Euphanerida                                                |
|  |                                                             |
|  | \| \| †Anaspida \| \| \| \| \| \| Gnathostomata \| \| \| \| |
|  |                                                             |
|  | †Anaspida                                                   |
|  |                                                             |
|  | Gnathostomata                                               |
|  |                                                             |

|  | †Anaspida     |
|  |               |
|  | Gnathostomata |
|  |               |

|  | †Galeaspida                                                    |
|  |                                                                |
|  | \| \| †Pituriaspida \| \| \| \| \| \| †Osteostraci \| \| \| \| |
|  |                                                                |
|  | †Pituriaspida                                                  |
|  |                                                                |
|  | †Osteostraci                                                   |
|  |                                                                |

|  | †Pituriaspida |
|  |               |
|  | †Osteostraci  |
|  |               |

|  | †Jamoytiiformes                                             |
|  |                                                             |
|  | †Euphanerida                                                |
|  |                                                             |
|  | \| \| †Anaspida \| \| \| \| \| \| Gnathostomata \| \| \| \| |
|  |                                                             |
|  | †Anaspida                                                   |
|  |                                                             |
|  | Gnathostomata                                               |
|  |                                                             |

|  | †Anaspida     |
|  |               |
|  | Gnathostomata |
|  |               |

|  | †Jamoytiiformes                                             |
|  |                                                             |
|  | †Euphanerida                                                |
|  |                                                             |
|  | \| \| †Anaspida \| \| \| \| \| \| Gnathostomata \| \| \| \| |
|  |                                                             |
|  | †Anaspida                                                   |
|  |                                                             |
|  | Gnathostomata                                               |
|  |                                                             |

|  | †Anaspida     |
|  |               |
|  | Gnathostomata |
|  |               |

|  | †Jamoytiiformes                                             |
|  |                                                             |
|  | †Euphanerida                                                |
|  |                                                             |
|  | \| \| †Anaspida \| \| \| \| \| \| Gnathostomata \| \| \| \| |
|  |                                                             |
|  | †Anaspida                                                   |
|  |                                                             |
|  | Gnathostomata                                               |
|  |                                                             |

|  | †Anaspida     |
|  |               |
|  | Gnathostomata |
|  |               |

|  | †Jamoytiiformes                                             |
|  |                                                             |
|  | †Euphanerida                                                |
|  |                                                             |
|  | \| \| †Anaspida \| \| \| \| \| \| Gnathostomata \| \| \| \| |
|  |                                                             |
|  | †Anaspida                                                   |
|  |                                                             |
|  | Gnathostomata                                               |
|  |                                                             |

|  | †Anaspida     |
|  |               |
|  | Gnathostomata |
|  |               |

|  | †Galeaspida                                                    |
|  |                                                                |
|  | \| \| †Pituriaspida \| \| \| \| \| \| †Osteostraci \| \| \| \| |
|  |                                                                |
|  | †Pituriaspida                                                  |
|  |                                                                |
|  | †Osteostraci                                                   |
|  |                                                                |

|  | †Pituriaspida |
|  |               |
|  | †Osteostraci  |
|  |               |

|  | †Jamoytiiformes                                             |
|  |                                                             |
|  | †Euphanerida                                                |
|  |                                                             |
|  | \| \| †Anaspida \| \| \| \| \| \| Gnathostomata \| \| \| \| |
|  |                                                             |
|  | †Anaspida                                                   |
|  |                                                             |
|  | Gnathostomata                                               |
|  |                                                             |

|  | †Anaspida     |
|  |               |
|  | Gnathostomata |
|  |               |

|  | †Jamoytiiformes                                             |
|  |                                                             |
|  | †Euphanerida                                                |
|  |                                                             |
|  | \| \| †Anaspida \| \| \| \| \| \| Gnathostomata \| \| \| \| |
|  |                                                             |
|  | †Anaspida                                                   |
|  |                                                             |
|  | Gnathostomata                                               |
|  |                                                             |

|  | †Anaspida     |
|  |               |
|  | Gnathostomata |
|  |               |

|  | †Jamoytiiformes                                             |
|  |                                                             |
|  | †Euphanerida                                                |
|  |                                                             |
|  | \| \| †Anaspida \| \| \| \| \| \| Gnathostomata \| \| \| \| |
|  |                                                             |
|  | †Anaspida                                                   |
|  |                                                             |
|  | Gnathostomata                                               |
|  |                                                             |

|  | †Anaspida     |
|  |               |
|  | Gnathostomata |
|  |               |

|  | †Jamoytiiformes                                             |
|  |                                                             |
|  | †Euphanerida                                                |
|  |                                                             |
|  | \| \| †Anaspida \| \| \| \| \| \| Gnathostomata \| \| \| \| |
|  |                                                             |
|  | †Anaspida                                                   |
|  |                                                             |
|  | Gnathostomata                                               |
|  |                                                             |

|  | †Anaspida     |
|  |               |
|  | Gnathostomata |
|  |               |

|  | †Galeaspida                                                    |
|  |                                                                |
|  | \| \| †Pituriaspida \| \| \| \| \| \| †Osteostraci \| \| \| \| |
|  |                                                                |
|  | †Pituriaspida                                                  |
|  |                                                                |
|  | †Osteostraci                                                   |
|  |                                                                |

|  | †Pituriaspida |
|  |               |
|  | †Osteostraci  |
|  |               |

|  | †Jamoytiiformes                                             |
|  |                                                             |
|  | †Euphanerida                                                |
|  |                                                             |
|  | \| \| †Anaspida \| \| \| \| \| \| Gnathostomata \| \| \| \| |
|  |                                                             |
|  | †Anaspida                                                   |
|  |                                                             |
|  | Gnathostomata                                               |
|  |                                                             |

|  | †Anaspida     |
|  |               |
|  | Gnathostomata |
|  |               |

|  | †Jamoytiiformes                                             |
|  |                                                             |
|  | †Euphanerida                                                |
|  |                                                             |
|  | \| \| †Anaspida \| \| \| \| \| \| Gnathostomata \| \| \| \| |
|  |                                                             |
|  | †Anaspida                                                   |
|  |                                                             |
|  | Gnathostomata                                               |
|  |                                                             |

|  | †Anaspida     |
|  |               |
|  | Gnathostomata |
|  |               |

|  | †Jamoytiiformes                                             |
|  |                                                             |
|  | †Euphanerida                                                |
|  |                                                             |
|  | \| \| †Anaspida \| \| \| \| \| \| Gnathostomata \| \| \| \| |
|  |                                                             |
|  | †Anaspida                                                   |
|  |                                                             |
|  | Gnathostomata                                               |
|  |                                                             |

|  | †Anaspida     |
|  |               |
|  | Gnathostomata |
|  |               |

|  | †Jamoytiiformes                                             |
|  |                                                             |
|  | †Euphanerida                                                |
|  |                                                             |
|  | \| \| †Anaspida \| \| \| \| \| \| Gnathostomata \| \| \| \| |
|  |                                                             |
|  | †Anaspida                                                   |
|  |                                                             |
|  | Gnathostomata                                               |
|  |                                                             |

|  | †Anaspida     |
|  |               |
|  | Gnathostomata |
|  |               |

Un únic fòssil mostra que han evolucionat molt poc en els darrers 300 milions d'anys.

## Taxonomia
Les mixines es classifiquen en una única classe, que conté un sol ordre i una sola família, amb un total de 68 espècies, algunes d'elles descrites recentment, ja que viuen a profunditats de centenars de metres de profunditat, segons l'esquema següent:
- Classe Myxini
  - Ordre Myxiniformes
    - Família Myxinidae Rafinesque, 1815
      - Subfamília Eptatretinae Bonaparte, 1850
        - Gènere Eptatretus Cloquet, 1819
        - Gènere Rubicundus Fernholm et al., 2013

      - Subfamília Myxininae Rafinesque, 1815
        - Gènere Myxine Linnaeus, 1758
        - Gènere Nemamyxine Richardson, 1958
        - Gènere Neomyxine Richardson, 1953
        - Gènere Notomyxine Nani & Gneri, 1951

## Gastronomia

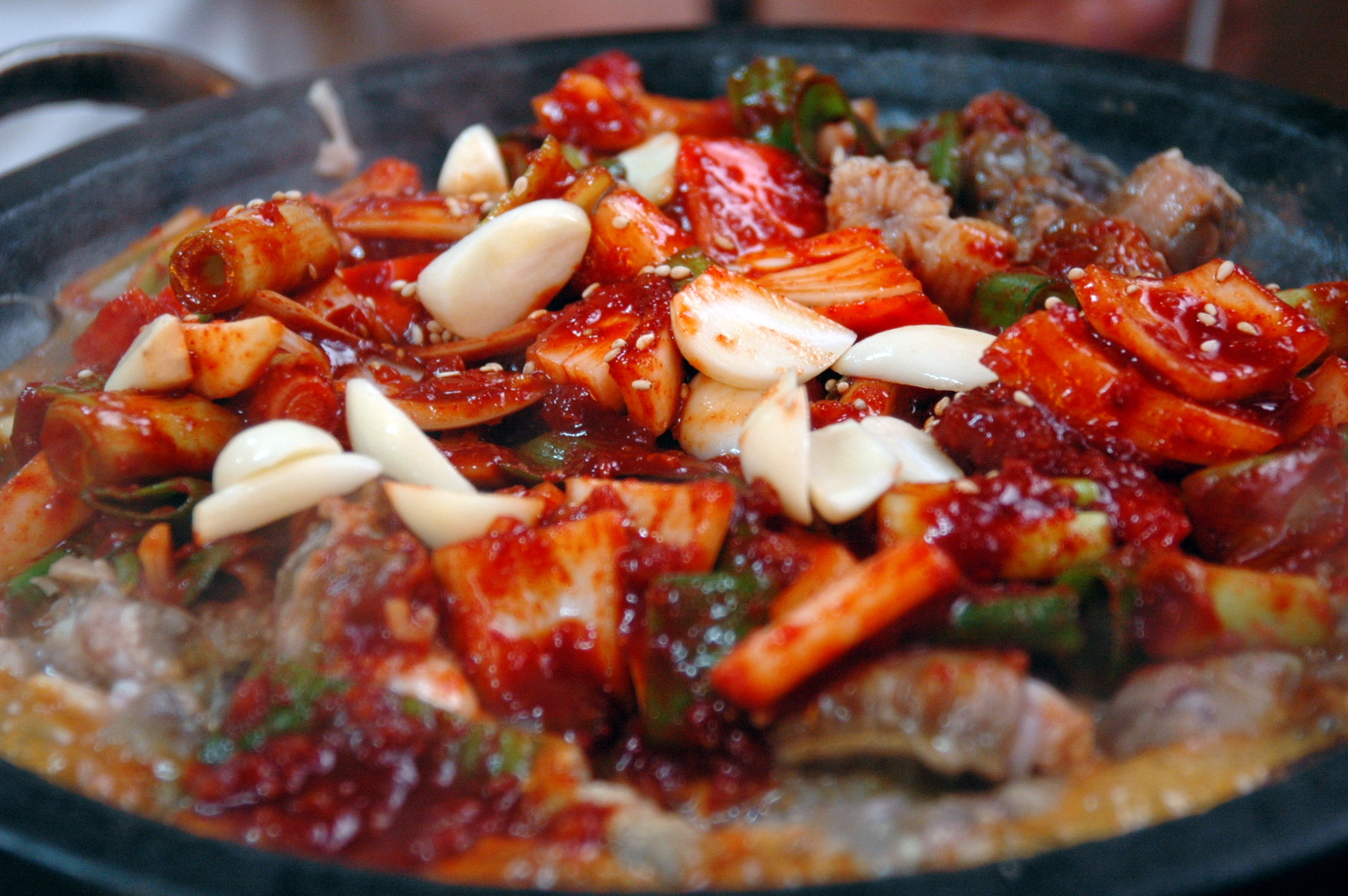
Kkomjangeo bokkeum (꼼장어 볶음), saltejat coreà de peix fet amb el mixinoïdeu Eptatretus burgeri.

Les mixines són peixos d'aspecte desagradable. Tenen una alta viscositat i les espècies que es troben a Europa no han format part de la cuina tradicional.
A Corea i al Japó però, un tipus de mixine local, el Eptatretus burgeri, es fa servir a la cuina per preparar una sèrie de plats. La pell té propietats antioxidants.